# Harrisburg (Oregón)
Harrisburg es una ciudad ubicada en el condado de Linn en el estado estadounidense de Oregón. En el año 2000 tenía una población de 724 habitantes y una densidad poblacional de 674.5 personas por km².

## Geografía
Harrisburg se encuentra ubicada en las coordenadas 44°16′16″N 123°10′7″O / 44.27111, -123.16861.

## Demografía
Según la Oficina del Censo en 2000 los ingresos medios por hogar en la localidad eran de $40,106 y los ingresos medios por familia eran $41,953. Los hombres tenían unos ingresos medios de $34,509 frente a los $25,298 para las mujeres. La renta per cápita para la localidad era de $15,822. Alrededor del 9.7% de la población estaban por debajo del umbral de pobreza.